# هيل إن أ سيل (2016)
كان Hell in a Cell حدث مصارعة محترفة من فئة الدفع مقابل المشاهدة (PPV) وحدث شبكة دبليو دبليو إي الذي أنتجته WWE لقسم رو. تم عقده في 30 أكتوبر 2016 في TD Garden في بوسطن، ماساتشوستس. كان هذا هو الحدث الثامن تحت التسلسل الزمني لعرض هيل إن أ سيل.
تم التنافس على ثماني مباريات في هذا الحدث، بما في ذلك واحدة في العرض التمهيدي لمباريات البداية. ولأول مرة على الإطلاق في عروض WWE للدفع مقابل المشاهدة، كانت مباراة للسيدات هي الحدث الرئيسي، والتي كانت أيضًا أول مباراة نسائية على الإطلاق داخل قفص الجحيم والتي شهدت فوز شارلوت على ساشا بانكس لتفوز ببطولة راو للسيدات للمرة الثالثة. روّج WWE لمباراتين أخريين كمباريات حدث رئيسي، والتي كانت أيضًا مباريات قفص الجحيم: هزم كيفن أوينز سيث رولينز للاحتفاظ ببطولة WWE العالمية واحتفظ رومان رينز ببطولة الولايات المتحدة ضد روسيف في المباراة الافتتاحية.

## إنتاج

### خلفية
هيل إن أ سيل أو الجحيم في زنزانة باللغة العربية هو عرض سنوي للدفع مقابل المشاهدة (PPV) وشبكة WWE، أنتجت عموما كل أكتوبر من قبل WWE منذ عام 2009. يأتي مفهوم العرض من مباراة الجحيم في قفص التي أنشأتها WWE ، حيث يتقاتل المنافسون داخل هيكل قفص مسقوف بارتفاع 20 قدمًا يحيط بالحلبة وجانبها. يتم التنافس على المباراة الرئيسية للحدث تحت شرط الجحيم في قفص    كان حدث 2016 هو الحدث الثامن تحت التسلسل الزمني لحدث هيل إن أ سيل وعقد في 30 أكتوبر في حديقة تي دي في بوسطن، ماساتشوستس. تفرد الحدث بقسم رو، بعد إعادة تقديم عزل الأقسام في يوليو، حيث قسم WWE قائمته مرة أخرى إلى أقسام حيث يؤدي المصارعون أداءً حصريًا. شهد حدث 2016 أيضًا أول مباراة نسائية على الإطلاق داخل قفص الجحيم، والتي كانت لاحقًا أول مباراة نسائية للحدث الرئيسي في عروض الدفع مقابل المشاهدة.

### القصص السيناريوهية
تضمنت البطاقة ثماني مباريات، بما في ذلك واحدة في العرض التمهيدي، والتي نتجت عن قصص مكتوبة، حيث تمثل المصارعون أبطالًا أو أشرارًا أو شخصيات أقل تميزًا في أحداث مكتوبة أدت إلى التوتر وبلغت ذروتها في مباراة مصارعة أو سلسلة من المباريات، مع النتائج التي تم تحديدها مسبقًا بواسطة كتاب WWE قسم رو.  تم إنتاج القصص في برنامج WWE التلفزيوني الأسبوعي رو ليلة الإثنين..
في صراع الأبطال (Clash of Champions)، هزمت شارلوت ساشا بانكس وبايلي لتحتفظ ببطولة راو للسيدات. في حلقة 3 أكتوبر من رو ، بعد أن هاجمت بايلي صديقة شارلوت، دانا بروك، خلف الكواليس، هزمت بانكس شارلوت عن طريق الاستسلام لتصبح بطلة مرتين. مباراة إعادة تمت جدولتها في عرض هيل إن أ سيل،  وفي حلقة 10 أكتوبر من رو ، تحدت بانكس شارلوت في مباراة داخل قفص الجحيم، والتي قبلتها شارلوت. تم تأكيد ذلك لاحقًا من قبل المدير العام لشركة رو ميك فولي، مما يجعلها أول مباراة للسيدات داخل قفص الجحيم.
في عرض صراع الأبطال، فاز رومان رينز ببطولة الولايات المتحدة بعد أن هزم روسيف.  في الليلة التالية في عرض رو ، انتهت المباراة الثانية بين الاثنين بدون فائز بعد عد مزدوج خارج الحلبة. في حلقة 3 أكتوبر من رو ، طالبت زوجة روسيف، لانا، بمباراة العودة، وبعد ذلك هاجم روسيف رينز وحاول المغادرة بحزام البطولة، لكن رينز هاجمه بـ «ضربة سوبرمان» وأعلن أنه سيقاتل روسيف في مباراة داخل قفص الجحيم، وهو طلب تمت الموافقة عليه لاحقًا من قبل الإدارة. 
في عرض صراع الأبطال، هزم كيفن أوينز سيث رولينز ليحتفظ ببطولة WWE العالمية، ويرجع ذلك إلى حد كبير إلى تدخل كريس جيريكو.  في الأسابيع التالية، استمر الاثنان في السخرية من بعضهما البعض. تم تحديد موعد مباراة العودة بين أوينز ورولينز في عرض هيل إن أ سيل.  في حلقة 10 أكتوبر من رو ، جعل المدير العام ميك فولي والمفوضة ستيفاني مكمان المباراة مباراة داخل قفص الجحيم لمنع المزيد من التدخل. في نفس الليلة، هزم رولينز جيريكو لإبقاء المباراة واحدة لواحد. لو فاز جيريكو، لكانت المباراة ثلاثية. 
هزمت دانا بروك بايلي في حلقة 17 أكتوبر من رو  وهاجمتها في الأسبوع التالي خلال مسابقة مصارعة الأذرع.  في 26 أكتوبر، تم جدولة مباراة بين الاثنين في عرض هيل إن أ سيل.
في عرض صراع الأبطال، انتصر تيجي بيركينس على بريان كيندريك ليحتفظ ببطولة WWE للوزن المتوسط. هاجم كندريك بيركنز بعد المباراة.  في الليلة التالية عرض رو ، تحدى كندريك بيركنز في مباراة أخرى.  في الأسبوع التالي، هزم كندريك بيركنز عن طريق الاستسلام.  في حلقة 10 أكتوبر من رو ، تم تحديد موعد مباراة بين الاثنين في عرض هيل إن أ سيل. 
في عرض صراع الأبطال، انتهت المباراة النهائية لأفضل سلسلة من أصل سبعة للحصول على فرصة لقب بين سيزارو وشيموس بلا فائز.  في الليلة التالية في رو ، لم يسمح فولي بمزيد من المباريات بين الاثنين وقرر وضع سيزارو وشيموس كفريق ضد أبطال رو للفرق الزوجية فريق اليوم الجديد The New Day.  في الأسابيع التالية، واصل الاثنان الجدال مع بعضهما البعض. في حلقة 10 أكتوبر من رو ، تم تحديد موعد مباراة على اللقب بين الفريقين في هيل إن أ سيل. 
في حلقة 10 أكتوبر من رو ، لوك غالوز وكارل أندرسون هاجموا إنزو أموري وبيغ كايس.  في عرض الأسبوع التالي رو ، هزم بيغ كايس كارل أندرسون.  في 24 أكتوبر، تم تحديد مباراة بين الفريقين في جحيم في قفص.
في 26 أكتوبر، تم تحديد موعد مباراة سيدريك ألكسندر ولينس دورادو وسين كارا ضد توني نيس ودرو غولاك وآريا دايفاري في العرض التمهيدي لهيل إن أ سيل.

## الحدث
| دور:                          | اسم:                         |
| ----------------------------- | ---------------------------- |
| معلقون اللغة الإنجليزية       | مايكل كول (PPV)              |
| معلقون اللغة الإنجليزية       | كوري جريفز (PPV + قبل العرض) |
| معلقون اللغة الإنجليزية       | بايرون ساكستون (PPV)         |
| معلقون اللغة الإنجليزية       | ماورو رانالو (ما قبل العرض)  |
| المعلقين الاسبان              | كارلوس كابريرا               |
| المعلقين الاسبان              | مارسيلو رودريغيز             |
| المعلقون الألمان              | سيباستيان هاكل               |
| المعلقون الألمان              | كارستن شايفر                 |
| مذيع الحلبة                   | جوجو                         |
| الحكام                        | تشاد باتون                   |
| الحكام                        | داريك مور                    |
| الحكام                        | جون كون                      |
| الحكام                        | رود زاباتا                   |
| الحكام                        | شون بينيت                    |
| المحاور                       | توم فيليبس                   |
| برامج ما قبل العرض و Raw Talk | رينيه يونغ                   |
| برامج ما قبل العرض و Raw Talk | بوكير تي                     |
| برامج ما قبل العرض و Raw Talk | جيري لولر                    |
| برامج ما قبل العرض و Raw Talk | ليتا                         |

### العرض التمهيدي
خلال العرض التمهيدي لـ هيل إن أ سيل، واجه كل من سيدريك ألكسندر ولينس دورادو وسين كارا كل من توني نيس ودرو غولاك وأريا دايفاري. فاز ألكسندر بالمباراة لفريقه بتثبيت جولاك بعد تنفيذ حركة "Lumbar Check
".

### المباريات التمهيدية
افتتح حدث الدفع مقابل المشاهدة الفعلي مع رومان رينز للدفاع عن بطولة الولايات المتحدة ضد روسيف في مباراة الجحيم في قفص. خلال المباراة، نفذ رينز «لكمة سوبرمان» واقترب من الفوز. حاول رينز استخدام حركة الرمح Spear ، لكن روسيف تصدى بحركة Jumping Sidekick ودفع رينز إلى الدرجات الحديدية، التي تم وضعها على الحبل العلوي. طبق روسيف حركة "The Accolade" على رينز، لكن رينز استطاع الإفلات. أعاد روسيف تطبيق "The Accolade" على رينز، الذي تم لفه فوق الدرجات الحديدية، باستخدام سلسلة حديد، لكن رينز تصدى ب و Samoan Drop على درجات الحديد. نفذ رينز حركة الرمح فوق الدرجات الحديدية على روسيف للاحتفاظ باللقب.
بعد ذلك، تنافست بايلي ودانا بروك. في النهاية، قام بايلي بأداء «بايلي-تو-بيلي» سوبلكس على بروك للفوز بالمباراة.
بعد ذلك، تصارع إنزو أموري وبيغ كايس مع لوك جالوز وكارل أندرسون. نفذ غالوز وأندرسون «القاتل السحري» على إنزو للفوز بالمباراة.
في المباراة الرابعة، دافع كيفن أوينز عن بطولة WWE العالمية ضد سيث رولينز في مباراة الجحيم في قفص. خلال المباراة، قام أوينز برش الحكم بطفاية حريق عن طريق الخطأ، مما أدى إلى دخول حكم ثان إلى الزنزانة للتحقق من الحكم الذي سقط. ركض كريس جيريكو إلى الزنزانة وأغلق باب الزنزانة. حاول رولينز تنفيذ حركة «بيديغري» على أوينز، لكن جيريكو منعه، مما أدى إلى قيام رولينز بأداء «بيديغري» على جيريكو. قام رولينز بحركة باوربومب على أوينز من خلال طاولتين مكدستين خارج الحلبة، وأعقبهما فروغ سبلاش، لكن جيريكو سحب الحكم من الحلبة لإلغاء التثبيت عند عدتين. هاجم رولينز جيريكو بباور بومب في جدار الزنزانة. قام أوينز بأداء سوبركيك وباوربومب منبثقة على رولينز. هاجم رولينز كلاً من أوينز وجيريكو بكرسي، لكن أوينز نفذ حركة DDT على رولينز على كرسي. أجرى أوينز باوربومب فوق كرسيين على رولينز للاحتفاظ باللقب. بعد المباراة، هاجم جيريكو رولينز بـ «كودبريكر».
بعد ذلك، دافع تيجي بيركنز عن بطولة WWE للوزن المتوسط ضد ذا برايان كيندرك. انتهت المباراة عندما تظاهر كندريك بإصابة في الركبة. قام بيركنز المعني بفحص كندريك، الذي هاجم بيركنز بضربة رأس وطبق «كابتنز هوك». بيركنز استسلم، مما يعني أن كندريك فاز باللقب.
بعد ذلك، دافع ذا نيو داي (بيغ إي وسافيير وودس) عن بطولة رو للفرق الزوجية ضد سيزارو وشيموس. في النهاية، قام سيزارو بتنفيذ «شاربشوتر» على وودز. في هذه الأثناء، هاجم شيموس بيغ إي مع الترومبون الخاص لفريق ذا نيو داي، تبعه كوفي كينغستون بتنفيذ «مشكلة في الجنة» على شيموس. نظرًا لأن كينغستون لم يكن متسابقًا في المباراة، فقد استبعد الحكم فريق ذا نيو داي بسبب التدخل الخارجي. في الوقت نفسه، استسلم وودز إلى «شاربشوتر» سيزارو. ومع ذلك، نظرًا لأن الحكم أصدر بالفعل استبعادًا، فاز سيزارو وشيموس بالمباراة، لكن ذا نيو داي احتفظ بالألقاب.

### الحدث الرئيسي

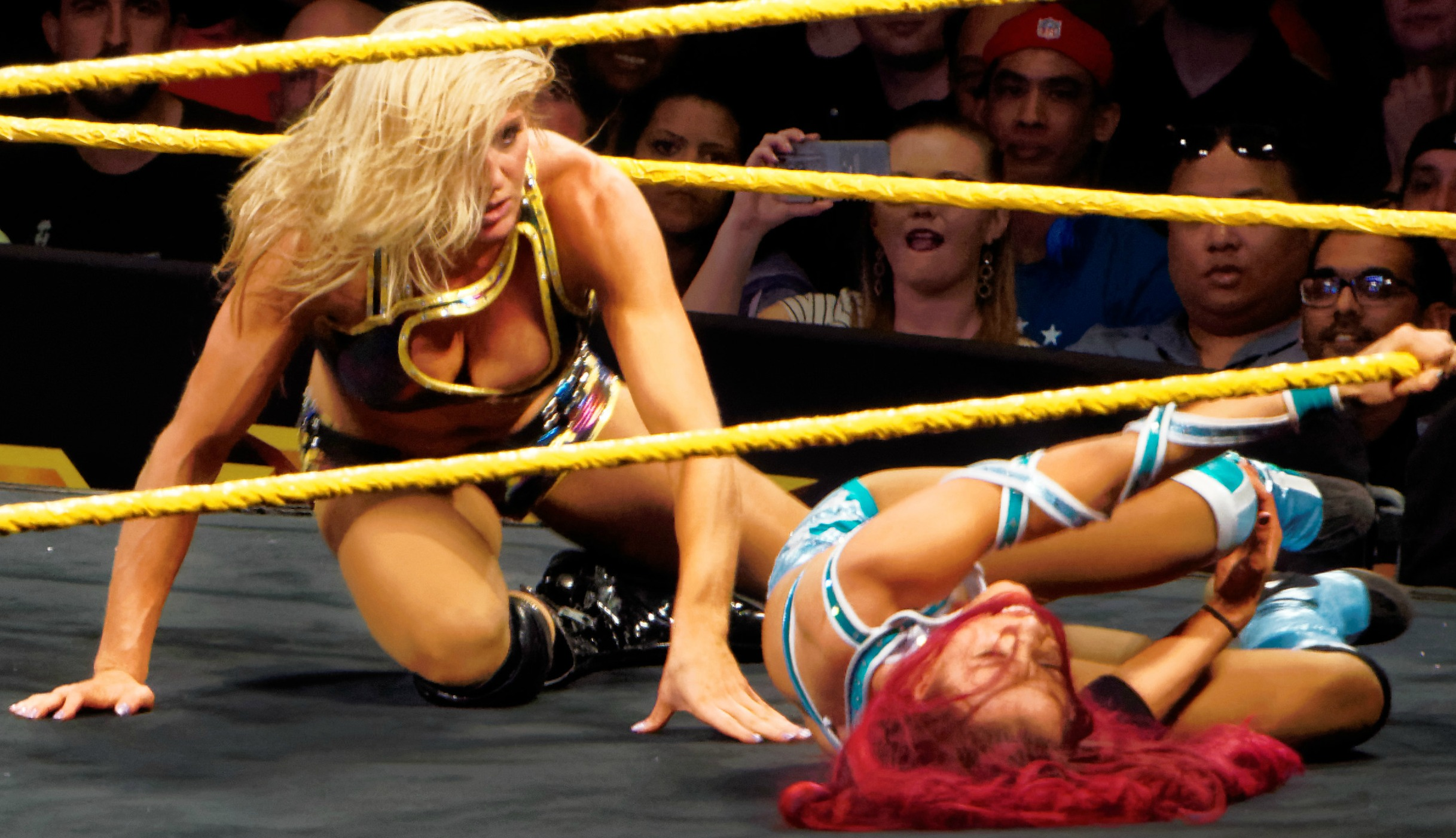
صنعت شارلوت وساشا بانكس التاريخ كأول امرأتين تتنافسان داخل قفص الجحيم بالإضافة إلى أول امرأتين تتصارعان في الحدث الرئيسي في عرض WWE للدفع مقابل المشاهدة. هزمت شارلوت بانكس لاستعادة بطولة WWE رو للسيدات للمرة الثالثة.

في الحدث الرئيسي، دافعت ساشا بانكس عن بطولة "رو" للسيدات ضد شارلوت في أول مباراة نسائية على الإطلاق داخل قفص "هيل إن أ سيل"، والتي كانت أيضًا أول مباراة نسائية تتصدر عرضًا شهريًا مدفوعًا من WWE. قبل أن يتم إنزال القفص، هاجمت شارلوت بانكس، مما أدى إلى قتال بينهما خارج القفص وبين الجمهور. صعدت شارلوت جدار القفص، لكن بانكس أسقطتها. أثناء محاولة بانكس النزول، قامت شارلوت بتنفيذ حركة "باوربومب" على بانكس، مما أدى إلى تحطيم طاولة المعلقين.
كادت بانكس أن تُنقل على نقالة، وكان سيتم إعلان شارلوت الفائزة بالتنازل، لكن بانكس رفضت وصعدت إلى القفص، ليبدأ النزال رسميًا. سيطرت بانكس في البداية، لكن شارلوت قلبت الأمور عندما قذفت بانكس نحو حائط القفص باستخدام حركة "مونكي فليب"، وحصلت على محاولة تثبيت غير ناجحة.
لاحقًا، نفذت بانكس حركة "بانك ستاتمينت" على شارلوت، لكن شارلوت نهضت وألقت بانكس فوق الحبال إلى خارج الحلبة. أدخلت شارلوت كرسيًا معدنيًا، لكن بانكس نفذت عليها حركة "سوسايد دايف". فيما بعد، قامت شارلوت بإلقاء بانكس على الكرسي المعدني، مما أدى إلى محاولة تثبيت أخرى فاشلة.
خارج الحلبة، نفذت بانكس حركة "ميتورا" على شارلوت باستخدام حائط القفص. أحيت بانكس ذكرى المصارع إيدي غيريرو من خلال تنفيذ حركة "ثري أميغوس" متبوعة بحركة "فروغ سبلاش" على شارلوت، لكنها لم تحقق الفوز. أعادت بانكس تطبيق "بانك ستاتمينت"، لكن شارلوت أفلتت بالخروج من الحلبة.
قامت بانكس بتنفيذ حركة "دبل ني دروب" على شارلوت باستخدام الكرسي، لكنها لم تحصل على التثبيت. بعدها، ألقت شارلوت رأس بانكس على درجات السلم الحديدي. أحضرت شارلوت طاولة وحاولت تنفيذ "سوبر بليكس" على بانكس فوقها، لكن بانكس تفادت الهجوم ودفعت شارلوت على الطاولة.
في النهاية، حاولت بانكس تنفيذ "باوربومب" على شارلوت فوق الطاولة، لكن ظهرها لم يتحمل. استغلت شارلوت الموقف، وقامت برمي بانكس مرتين على الطاولة الموضوعة في زاوية الحلبة، ثم نفذت حركة "نيتشورال سيليكشن" للفوز باللقب للمرة الثالثة.

## ما بعد الحدث
في وقت سابق من شهر أكتوبر قبل هيل إن أ سيل، تحدى مفوض سماكداون شين مكماهون والمدير العام لرو دانيال برايان في ثلاث مباريات إقصائية تقليدية في عرض سورفايفر سيرييس - تضم أفضل خمسة مصارعين ذكور لكل قسم وأفضل خمس مصارعات إناث وأفضل خمس فرق على التوالي.  الذي قبلته ستيفاني مكمان.  بعد هيل إن أ سيل، تحول التركيز بعد ذلك إلى تحديد المصارعين الذين سيمثلون فريق رو للفرق الثلاثة في سورفايفر سيرييس في الشهر التالي.
قدم بطل القارات دولف زيجلر الموجود في قسم سماكدوان تحديًا مفتوحًا لأي مصارع من رو لمواجهته للحصول على اللقب في سورفايفر سيرييس. في حلقة 7 نوفمبر من رو ، كشف سامي زين أن ميك فولي أراده أن يواجه زيجلر على لقب القارات، ثم هزم روسيف، وعزز مكانه في مباراة اللقب في سورفايفر سيرييس. أيضًا، جاء المديرون العامون لـ رو وسماكدوان إلى مفاوضات حيث إقترح فولي على أنه منذ أن تم السماح لمصارع من سماكدوان أن يدافع عن لقب القارات ضد مصارع من رو، فإنه سيسمح لمصارع من سماكداون بتحدي بطل الوزن المتوسط الجديد برايان كندريك لهذا اللقب، وإذا فاز مصارع سماكداون، سينتقل قسم وزن المتوسط بأكمله إلى قسم سماكداون.

## النتائج
| رقم | النتائج                                                                                               | الشروط                                                     | الوقت |
| --- | --- | ---------------------------------------------------------- | ----- |
| 1P | سيدريك أليكساندر، لينس دورادو, و سين كارا هزموا توني نيس، درو غولاك, و آريا ديواري                    | مباراة فرق متبادلة لست أشخاص                               | 9:45  |
| 2 | رومان رينز (ب) هزم روسيف (برفقة لانا)                                                                 | مباراة جحيم في زنزانة على بطولة الولايات المتحدة           | 24:35 |
| 3 | بايلي هزمت دانا بروك                                                                                  | مباراة فردية                                               | 6:30  |
| 4 | لوك غالوس وكارل أندرسون هزموا إينزو آموري وبيغ كايس                                                   | مباراة فرق زوجية                                           | 6:45  |
| 5 | كيفن أوينز (ب) (برفقة كريس جيريكو) هزم سيث رولينز                                                     | مباراة جحيم في زنزانة على بطولة دبليو دبليو إي العالمية    | 23:15 |
| 6 | ذا برايان كندريك هزم تي جيه بيركنز (ب) عن طريق الاستسلام                                              | مباراة فردية على بطولة دبليو دبليو إي للوزن المتوسط        | 10:35 |
| 7 | سيزارو و شايموس هزموا ذا نيو داي (بيغ إي وإكزافيير وودز) (ب) (برفقة كوفي كينغستون) عن طريق الاستبعاد. | مباراة فرق زوجية على بطولة دبليو دبليو إي رو للفرق الزوجية | 11:15 |
| 8 | شارلوت هزمت ساشا بانكس (ب)                                                                            | مباراة جحيم في زنزانة على بطولة دبليو دبليو إي رو للسيدات  | 22:25 |
| - (c) – تشير إلى البطل (الأبطال) عند بداية المباراة - P – indicates the match took place on the pre-show | |                                                            |       |